# Tang Tao
Tang Tao (chinês tradicional: 湯濤, chinês simplificado: 汤涛, pinyin: Tāng Tāo; maio de 1963) é um matemático chinês, atual presidente do United International College. Tang é membro da Academia Chinesa de Ciências. É fellow da Society for Industrial and Applied Mathematics and American Mathematical Society.

## Publicações selecionadas
- Feng, Xinlong; Tang, Tao; Yang, Jiang (2015). «Long Time Numerical Simulations for Phase-Field Problems Using p-Adaptive Spectral Deferred Correction Methods». SIAM Journal on Scientific Computing. 37: A271–A294. doi:10.1137/130928662
- Tang, Tao; Zhou, Tao (2014). «On discrete least square projection in unbounded domain with random evaluations and its application to parametric uncertainty quantification». arXiv:1403.6579 [math.NA]
- Qiao, Zhonghua; Zhang, Zhengru; Tang, Tao (2011). «An Adaptive Time-Stepping Strategy for the Molecular Beam Epitaxy Models». SIAM Journal on Scientific Computing. 33 (3): 1395–1414. doi:10.1137/100812781
- Chen, Yanping; Tang, Tao (2010). «Convergence analysis of the Jacobi spectral-collocation methods for Volterra integral equations with a weakly singular kernel». Mathematics of Computation. 79 (269). 147 páginas. Bibcode:2010MaCom..79..147C. doi:10.1090/S0025-5718-09-02269-8
- Xu, Chuanju; Tang, Tao (2006). «Stability Analysis of Large Time‐Stepping Methods for Epitaxial Growth Models». SIAM Journal on Numerical Analysis. 44 (4): 1759–1779. doi:10.1137/050628143
- Ma, Heping; Sun, Weiwei; Tang, Tao (2005). «Hermite Spectral Methods with a Time-Dependent Scaling for Parabolic Equations in Unbounded Domains». SIAM Journal on Numerical Analysis. 43: 58–75. doi:10.1137/S0036142903421278
- Tang, Huazhong; Tang, Tao (2003). «Adaptive Mesh Methods for One- and Two-Dimensional Hyperbolic Conservation Laws». SIAM Journal on Numerical Analysis. 41 (2): 487–515. doi:10.1137/S003614290138437X
- Li, Ruo; Liu, Wenbin; Ma, Heping; Tang, Tao (2002). «Adaptive Finite Element Approximation for Distributed Elliptic Optimal Control Problems». SIAM Journal on Control and Optimization. 41 (5): 1321–1349. doi:10.1137/S0363012901389342
- Li, Ruo; Tang, Tao; Zhang, Pingwen (2001). «Moving Mesh Methods in Multiple Dimensions Based on Harmonic Maps». Journal of Computational Physics. 170 (2): 562–588. Bibcode:2001JCoPh.170..562L. doi:10.1006/jcph.2001.6749
- Tang, Tao; Trummer, Manfred R. (1996). «Boundary Layer Resolving Pseudospectral Methods for Singular Perturbation Problems». SIAM Journal on Scientific Computing. 17 (2): 430–438. doi:10.1137/S1064827592234120
- Li, Ming; Tang, Tao (2001). «A Compact Fourth-Order Finite Difference Scheme for Unsteady Viscous Incompressible Flows». Journal of Scientific Computing. 16: 29–45. doi:10.1023/A:1011146429794
- Tang, Tao; Teng, Zhen-Huan (1995). «The Sharpness of Kuznetsov's {\displaystyle O({\sqrt {\Delta }}x)L^{1}}-Error Estimate for Monotone Difference Schemes». Mathematics of Computation. 64 (210): 581–589. JSTOR 2153440. doi:10.1090/S0025-5718-1995-1270625-9
- Tang, Tao (1993). «The Hermite Spectral Method for Gaussian-Type Functions». SIAM Journal on Scientific Computing. 14 (3): 594–606. doi:10.1137/0914038

## Prêmios e honrarias
- Feng Kang Prize for Scientific Computing, 2003
- Fellow, Society for Industrial and Applied Mathematics, 2012[2]
- State Science and Technology Prizes, China, 2016
- Fellow da American Mathematical Society, 2017[3]
- Membro, Academia Chinesa de Ciências
- Palestrante convidado, Congresso Internacional de Matemáticos, 2018